# 広島大学附属福山中学校・高等学校
広島大学附属福山中学校・高等学校（ひろしまだいがくふぞくふくやまちゅうがっこう・こうとうがっこう, Fukuyama Junior and Senior High School Attached to Hiroshima University）は、広島県福山市春日町に所在する国立中学校・高等学校。
広島大学附属中学校・高等学校（「本校」と呼ばれる）や近大附属福山（「近大」と呼ばれる）などとの混同を避けるため「広大福山」「福山附属」「広福（ひろふく）」などの略称が用いられる。
広島大学の附属学校で、全学の中学・高校教員免許取得希望者を対象とした教育実習を行っている。
2015年度から文部科学省よりスーパーグローバルハイスクール (SGH) の指定を受けていた。
2020年度、SGHの5年間の指定期間終了に伴い、新たに「WWL（ワールド・ワイド・ラーニング）コンソーシアム支援事業」を採択している。
2027年度に中学校と高等学校を統合して「広島大学附属福山中等教育学校」に改組する。

## 概要
広島女子高等師範学校附属中学校・高等学校、広島青年師範学校附属中学校・高等学校が廃止され、1951年4月に広島大学附属福山中学校、翌1952年4月に広島大学附属福山高等学校が設立された。広島女高師附属中の前身となる1887年創立の山中高等女学校から数えると100年以上の歴史がある。1973年に福山市緑町から春日町に移転した。
創立以来主体的な取り組みで運営され、大らかな校風が特徴である。自由・自主の理念は学校活動のあらゆる場面で生かされ、1966年よりベルやチャイムによる日課時限報知を廃止している。
1962年、全国の国公立校で初めて中高一貫教育を導入した。運営機構は部・ 係で構成されているがそれらは中・高で分かれていない。教育研究において特に中高一貫教育の研究が全体と教科で行われている。

## 象徴
校章もシンボルカラーも、瀬戸内海と風景、気候が似た地中海の古代ギリシャの文化からとられている。
校章
オリーブの実を象ったものである。松原郁二初代校長のデザインによるもので、1954年（昭和29年）11月5日に制定された。
オリーブは古代ギリシャの文明を支えた植物である。広島大学教育学部附属中学・高校として歩み始めるに当たって、古代ギリシャの市民精神「自由に生きる人間であれ」を育むことを志している。
「オリーブ」は校章だけでなく、行事の名、教育実習用宿舎の名、学友会誌の名としても用いられている。
シンボルカラー
ウルトラマリンブルー（群青色）である。
自由の象徴である地中海の海の色をイメージしたものである。
学友会の最大の行事「学友祭」における最高の賞は「ウルトラマリン賞」と呼んでいる。

## 編成
中高一貫教育を実施しており、中学校1年から高等学校3年までをそれぞれ1年から6年と呼んでいる。中学校から入学した者は中学卒業後原則全員が4年に連絡入学する。1～3年は各3学級、約120名（男子60名、女子60名）で、4年次に2学級分の高校からの入学生が加わり5学級、約200名となる。
なお、高校入試では男女関係なく上位80名が合格なので男女比は各学年でまちまちとなる。全生徒数は年により変わるが970名程度である。
HRの教室は1・2年生がB棟、3・4年生がC棟、5・6年生がA棟となっていて、施設・設備の利用も中高の区別はない。
教官も中高一体で運営されている。

## 入学試験
現在では、中学校は国語、算数、理科、社会の4科目、高等学校は国語、英語、数学、理科、社会の5科目による入学試験が例年2月の初めに行われている。
中学入試では伝統的に第1次選考（学科試験）合格者対象の第2次選考として抽選（くじ引き）が行われていたが、2007年度より廃止され代わりに第2次選考として作文による選考が行われた。その作文による選考も2013年度より行われていない。
抽選の倍率は約1.5 - 2倍であった。抽選は文部省（現：文部科学省）の指導の下行われており、当校教官の中にも反対意見があった。国会でも附属福山の抽選廃止の是非が問われたことがあったが、当時の文部科学省は譲らなかった。

## 年間行事
- 4月 - 始業式、入学式、オリーブ祭（新入生歓迎会）、健康診断
- 5月 - 体育祭、中間考査
- 6月 - 校内模試・校内実力テスト、学友会総会、前期教育実習
- 7月 - 期末考査、中学校水泳大会、終業式、1〜4年研修行事
- 8月 - 山中高女慰霊祭式典、3年修学旅行、課題テスト
- 9月 - 始業式、学友祭、中期教育実習、読書感想文コンクール
- 10月 - 後期教育実習、中間考査、中学校遠足、入学者募集要項発表、5年修学旅行、球技大会
- 11月 - オリーブの環（OB交流会）、校内実力テスト・校内模試、学友会会長・副会長選挙、教育研究会
- 12月 - 期末考査、校内・校外大掃除、SPP、終業式
- 1月 - 4年スキー実習、始業式、中学校百人一首大会
- 2月 - 入学者選考（生徒は1〜2週間自宅学習）、課題テスト
- 3月 - 学年末試験、高校卒業式、中学校修了式、終業式、4年古典旅行

## クラブ活動
運動部
- バドミントン
- バスケットボール
- バレーボール
- 卓球
- 剣道
- 体操
- 陸上競技
- サッカー
- 軟式野球
- テニス
- ソフトテニス
- アーチェリー
- 水泳

文化部
- 理工物理
- 放送
- 吹奏楽
- 手芸
- 弦楽合奏
- 合唱
- 茶道
- 将棋・囲碁
- 書道
- 天文地学
- 美術
- ESS
- 邦楽
- 園芸
- 文芸文学
- 百人一首
- イラスト
- 軽音楽

同好会（発足から数年間の、クラブ昇格前の予備期）
- クイズ研究同好会
- 写真同好会
- コンピュータ同好会
- 社会科学同好会

多くの部で兼部が可能である。各クラブへの参加は任意である。

## 前身校
広大附属福山中・高等学校は、戦前から戦後にかけての様々な学校の流れを汲みながら出来ている。
山中高等女学校
1887年12月、弁護士で県会議員であった山中正雄が中心となって私財を投じ創立。全国で3番目の高等女学校、日本初の私立高女であり、近代日本の女子教育に大きな貢献をなした。
教育方針は「柔而剛（じゅうにしてごう）」。当初の校名は「広島高等女学校」であったが後に「県立」広島高等女学校が出来たため「私立山中高等女学校」と改称した。なお、安田女子中学校・高等学校を創設した安田リョウは山中の卒業生であり、安田の校訓「柔しく剛く（やさしくつよく）」も山中の校訓の影響があるのではないかといわれている。
1945年（昭和20年）4月、当時の理事長山中トシが、全盛期にある「山中」をさらに進んだ女子教育機関とするべく、山中高女の敷地、校舎、施設等をすべて国に寄付することを決断し、山中高女は当時できたばかりの広島女子高等師範学校の附属山中高等女学校となった。開校以来58年間、送り出した卒業生は1万1千人余りであり、教師や生徒はそのまま引き継ぎ再出発した。
1945年8月6日に広島に投下された原子爆弾によって校舎が全焼し、学徒動員で作業中の女子生徒など397人（内教職員5人）が被爆死した。学校は、広島市から安浦町へ、さらに福山市へと移転したが、碑は広島市千田町の広島大学跡地に残っていた。その碑を1996年に移設し、当校が受け継いでいる。
広島女子高等師範学校附属中学校・高等学校
1945年（昭和20年）12月、女高師と附属高女は安浦町（現：呉市安浦町）の旧海軍海兵団跡地に移転。1947年（昭和22年）4月、学制改革により広島女高師附属中学校が発足した。翌1948年（昭和23年）4月には同附属高等学校設立。このとき新制の国立学校には個人の名称をつけないこととなって、「山中」の名前が削除された。多くの旧私立山中の教職員が去り、教職員が一新されたことなどから急速に「山中」色が消えていった。この後、1949年4月まで毎年新入生の募集は安浦町で続いた。
広島青年師範学校附属青年学校
現在の安芸高田市に広島青年師範学校（国立）があり、1945年（昭和20年）4月近隣の4カ村組合立青年学校が国に移管され、広島青年師範学校の附属青年学校となった。
1947年（昭和22年）4月、学制改革により附属青年学校は県に移管され、新制の附属中学校として設立された。同年6月、広島青年師範学校とその附属中学は福山市民の熱心な誘致もあり、福山市沖野上町（現：緑町）の旧陸軍暁部隊跡地に移転した（広大附属福山旧校地）。第1学年は募集、2・3学年は当時福山にあった福山市立実践女学校、福山市立実業学校からの編入で発足した。翌1948年（昭和23年）4月、広島青年師範学校附属高等学校が設立され、生徒が福山市立実践女学校、福山市立実業学校および福山市立高等学校から編入した。
1949年（昭和24年6月）に新制広島大学が設置され、女高師、青年師範学校はこれに包含されることとなった。
広島大学広島女子高等師範学校附属中学校・高等学校
1950年（昭和25年）4月、広島大学広島女子高等師範学校附属中学校・同高等学校は、福山市沖野上町校舎に移転し、第1学年を福山市で募集、広島大学青年師範学校附属中学校・高等学校と、中学第2・3学年、高校第2学年が合体した。
1951年（昭和26年）3月、広島大学青年師範学校附属中学校・高等学校が廃止され、同年4月、広島大学教育学部附属福山中学校設立。1952年（昭和27年）3月、広島大学広島女子高等師範学校附属中学校・高等学校が廃止され、4月広島大学教育学部附属福山高等学校が成立。ここに現在の形の附属福山中・高校が出来た。

## 沿革
広島女子高等師範学校附属中学校・高等学校
- 1887年（明治20年）12月6日 - 私立広島高等女学校創立[10]。
- 1919年（大正8年）9月5日 - 山中高等女学校に改称。
- 1945年（昭和20年）
  - 4月1日 - 山中高等女学校が国に移管され、広島女子高等師範学校附属山中高等女学校と改称。
  - 8月6日 - 広島市への原子爆弾投下により、被害を受ける[11]。
- 1947年（昭和22年）4月1日 - 学制改革により、広島女子高等師範学校附属中学校（新制）が開校。
- 1948年（昭和23年）4月1日 - 学制改革により、広島女子高等師範学校附属高等学校（新制）が開校。
- 1949年（昭和24年）5月31日 - 新制広島大学の発足で包括され、広島大学広島女子高等師範学校附属中学校・高等学校となる。

広島青年師範学校附属福山中学校・高等学校
- 1945年（昭和20年）- 広島青年師範学校附属青年学校が開校。
- 1947年（昭和22年）4月1日 - 学制改革により、附属青年学校を県に移管し、広島青年師範学校附属中学校（新制）を新設。
- 1948年（昭和23年）4月1日 - 学制改革により、広島青年師範学校附属高等学校が開校。
- 1949年（昭和24年）5月31日 - 新制広島大学の発足で包括され、広島大学青年師範学校附属中学校・高等学校となる。

開校
- 1951年（昭和26年）4月1日 - 上記の附属2中学校を統合し、広島大学教育学部附属福山中学校が開校。
- 1952年（昭和27年）4月1日 - 上記の附属2高等学校を統合し、広島大学教育学部附属福山高等学校が開校。
- 1954年（昭和29年）- 校歌・校章を制定。
- 1956年（昭和31年）- 校旗を制定。
- 1962年（昭和37年）- 日本初の中高一貫教育を実施。
- 1966年（昭和41年）- 日課時限を報知するベル・チャイムを廃止。
- 1973年（昭和48年）- 緑町校舎（跡地は緑町公園）から福山市春日町（現在地）に移転。
- 1976年（昭和51年）- 創立25周年記念館（通称：記念館）、バラ園が完成。
- 1978年（昭和53年）- 広島大学の組織改編に伴い、広島大学附属福山中学校・高等学校（現校名）に改称。
- 1985年（昭和60年）- 教育実習生宿泊施設（通称：オリーブ）が完成。
- 2002年（平成14年）- 校内の万葉植物園の植物をまとめた冊子「万葉植物物語」を中国新聞社より出版。情報教育センター（通称：ローズ）が完成。
- 2015年（平成27年）- 文部科学省よりスーパーグローバルハイスクール (SGH) 指定を受ける。
- 2023年（令和5年）- 中学校と高等学校を統合して、2027年度に広島大学付属福山中等教育学校を新設すると発表[4]。

## 著名な関係者

### 卒業生
山中高等女学校
- 杉村春子 - 女優、名誉都民

1回生（1952年度卒業）
- 岡田潔 - 聖学院大学教育学部教授、聖学院アトランタ国際学校校長
- 佐藤早苗 - ノンフィクション作家
- 平川公義 - 東京医科歯科大学名誉教授
- 和田千年 - フリージャーナリスト

2回生（1953年度卒業）
- 森田稔 - 宮城教育大学名誉教授（教育学）

3回生（1954年度卒業）
- 加藤雅 - 経済企画庁経済企画審議官
- 高辻知義 - 東京大学名誉教授（文学）
- 渡壁煇 - サントリーホール総支配人、横浜みなとみらいホール名誉館長

4回生（1955年度卒業）
- 篠山重威 - 京都大学名誉教授（医学）

5回生（1956年度卒業）
- 生田義和 - 広島大学名誉教授（医学）
- 田中恭子 - 南山大学総合政策学部長・大学院総合政策研究科長

6回生（1957年度卒業）
- 天野肇 - 天野実業代表取締役社長、広島県教育委員会委員長、福山商工会議所会頭

7回生（1958年度卒業）
- 大泰司紀之 - 北海道大学名誉教授（獣医学）
- 小林克也 - ディスクジョッキー (DJ)、タレント、ナレーター
- 田村昌三 - 東京大学名誉教授（工学）

8回生（1959年度卒業）
- 塩見孝也 - 赤軍派議長
- 豊原洋治 - 豊田通商代表取締役副会長
- 守屋寿 - メリルリンチ日本証券会長、守屋寿コレクション蒐集

9回生（1960年度卒業）
- 織田善行 - アメリカンファミリー生命保険会社 (AFLAC) 常務取締役

10回生（1961年度卒業）
- 齋藤正樹 - 駐カンボジア、ニュージーランド特命全権大使、財団法人交流協会台北事務所長
- 藤井保彦 - 東京大学名誉教授（物理学）、一般社団法人日本物理学会会長
- 横山昭正 - 広島女学院大学名誉教授

11回生（1962年度卒業）
- 寺岡慧 - 東京女子医科大学名誉教授（医学）、日本移植学会理事長
- 藤井信吾 - 京都大学名誉教授（医学）、公益財団法人田附興風会医学研究所北野病院院長
- 村上武則 - 大阪大学名誉教授（法学）

12回生（1963年度卒業）
- 杉田弘生 - カノークス元代表取締役社長
- 花岡一雄 - 東京大学名誉教授（医学）、JR東京総合病院名誉院長
- 門田守人 - 大阪大学名誉教授（医学）、大阪大学理事・副学長、日本外科学会会長

13回生（1964年度卒業）
- 今井和也 - 三井物産代表取締役副社長CFO
- 桑原真夫 - 赤福取締役
- 中本和洋 - 日本弁護士連合会会長

15回生（1966年度卒業）
- 大内尉義 - 東京大学名誉教授（医学）、国家公務員共済組合連合会虎の門病院院長
- 藤本進 - 大蔵省大臣官房審議官、三井住友海上火災保険株式会社副社長執行役員
- 御藤良基 - 光明寺住職、毎日放送テレビプロデューサー
- 吉村博人 - 警察庁長官

16回生（1967年度卒業）
- 三谷博 - 東京大学名誉教授（歴史学）[要出典]

18回生（1969年度卒業）
- 木曽功 - 内閣官房参与、ユネスコ日本政府代表部特命全権大使、千葉科学大学学長
- 喜多村悦史 - 内閣府経済社会総合研究所総括政策研究官、東京福祉大学副学長
- 佐藤学 - 東京大学名誉教授（教育学）
- 石野伸子 - 産経新聞編集委員[要出典]

19回生（1970年度卒業）
- 豊田泰久 - 建築家

21回生(1972年度卒業）
- 新田玲子 - 広島大学大学院文学研究科教授
- 林晋 - 京都大学名誉教授

22回生（1973年度卒業）
- 羽原順司 - NHKアナウンサー
- 松田素二 - 京都大学大学院文学研究科教授

23回生（1974年度卒業）
- 勝岡寛次 - 新しい歴史教科書をつくる会理事
- 高田裕成 - 東京大学大学院法学政治学研究科教授

24回生（1975年度卒業）
- 難波一弘 - TBSホールディングス取締役、TBSテレビ常務取締役

25回生（1976年度卒業）
- 濱田宣 - 徳島文理大学文学部教授

26回生（1977年度卒業）
- 川西蘭 - 作家、浄土真宗本願寺派僧侶
- 平川一彦- 東京大学大学院工学系研究科電気系工学専攻および工学部電気電子工学科教授
- 工藤美樹-広島大学医学部産婦人科教授

27回生（1978年度卒業）
- 片山和之 - 上海総領事
- 片田珠美 - 精神科医

28回生（1979年度卒業生）
- 高橋豪仁 - 奈良教育大学教育学部教授

30回生（1981年度卒業生）
- 和田隆志 - 衆議院議員

31回生（1982年度卒業生）
- 小西大 - 一橋大学大学院経営管理研究科教授
- 中村洋 - 慶應義塾大学大学院経営管理研究科教授
- 藤岡宣男 - カウンターテナー（声楽家）

33回生（1984年度卒業生）
- 楠芳伸 - 警察庁長官
- はたともこ - 参議院議員
- 平岡成哲 - 国土交通省航空局長

34回生（1985年度卒業生）平岡成哲
- 田原史起 - 東京大学大学院総合文化研究科教授

36回生（1987年度卒業生）
- 小野文惠 - NHKアナウンサー

39回生（1990年度卒業生）
- 後田裕 - 高エネルギー加速器研究機構素粒子原子核研究所教授

40回生（1991年度卒業生）
- 青野利彦 - 一橋大学大学院法学研究科教授

45回生（1996年度卒業生）
- 長谷部真奈見 - フリーアナウンサー

52回生（2003年度卒業生）
- 岡田吉弘 - 広島県三原市長

53回生（2004年度卒業生）
- 大成安代 - 元NHKアナウンサー

62回生（2013年度卒業生）
- 吉田勇也 - 株式会社HARTi代表取締役社長

69回生（2020年度卒業生）
- 田中裕理 - タレント

### 教員
校長
- 原田彰 - 校長（1996年4月 - 1998年3月）、広島大学名誉教授
- 角屋重樹 - 校長（2002年4月 - 2006年3月）、広島大学名誉教授、日本体育大学教授、国立教育政策研究所教育課程研究センター基礎研究部長、日本教科教育学会長
- 岩崎秀樹 - 校長（2010年4月 - 2014年3月）、広島大学大学院教育学研究科教授、全国数学教育学会長、日本科学教育学会副会長
- 築道和明 - 校長（2014年4月 - 2016年3月）、広島大学大学院教育学研究科教授

教諭
- 岩永健司 - 元社会科教諭、群馬大学教授
- 梅津正美 - 元社会科教諭、鳴門教育大学副学長、全国社会科教育学会常任理事
- 土井美夫 - 元理科教諭
- 長谷川孝士 - 元国語科教諭、愛媛大学名誉教授
- 三浦和尚 - 元国語科教諭、愛媛大学副学長
- 村上正名 - 元社会科教諭、郷土史家、福山市立女子短期大学教授

## 交通
- JR山陽本線：東福山駅北口より徒歩20分。
- 中国バス・井笠バスカンパニー「広大付属校前」バス停下車

## 関連校
- 広島女子高等師範学校
- 広島青年師範学校
- 広島大学
  - 広島大学附属小学校
  - 広島大学附属中学校・高等学校
  - 広島大学附属東雲小学校・中学校
  - 広島大学附属幼稚園
  - 広島大学附属三原幼稚園・小学校・中学校